# Vem räddar Alfons Åberg?
Vem räddar Alfons Åberg? är en barnbok skriven av Gunilla Bergström. Den ingår i serien av böcker som handlar om Alfons Åberg, och utgavs första gången 1976 på Rabén & Sjögren Bokförlag. En animerad filmatisering sändes första gången i SVT den 13 januari 1981.
Temat är kompisar, riktiga och låtsaskompisar.

## Bokomslag
Bokomslaget visar Viktor som håller om Alfons, medan en stor kille sprutar ner hela jackan med vattenpistol.

## Handling
Alfons Åberg sitter i lägenheten där han bor och känner sig ensam. Han har flyttat till ett nytt ställe, och känner inte barnen som bor där. Han Ibland kommer Mållgan, när de leker ihop får Alfons alltid bestämma, som vara lokförare när de leker tåg, och när Alfons tappar en tallrik när han torkar disk. Mållgan kan bli jättestor och stark och klå alla dumma stora killar på en gång, men också rädda tre stora killar på en gång ur ett brinnande hus. Problemet är att Mållgan inte kommer då det behövs, som när "stora killar" jagar Alfons och sprutar ner hans jacka med vattenpistol.
En dag hör Alfons någon gråta sorgset på hemvägen, då han går uppför trappuppgången. Alfons skyndar sig upp, och märker inte att Mållgan tycker det är dags att försvinna. Där sitter en kille som heter Viktor. Han blöder, byxan är sönder han och berättar att de "stora killarna" är starka och slåss, och Viktor får inte vara med och leka. Han har tappat nyckeln, och hans mamma är inte hemma så han kan inte ta sig in i lägenheten.
Viktor får följa med till Alfons lägenhet. I badrummet tar Alfons fram sjuklådan och sätter plåster på Viktors knä. Alfons frågar om de skall ringa efter en ambulans, men Viktor tror inte det behövs, utan tycker det verkar bättre att leka lite. De bygger höga torn av klossar utan att välta, och leker tåg med Viktor som lokförare och Alfons som passagerare, och när de fikar med saft och bulle får Viktor även Alfons bulle. Då Viktor skall gå hem bestämmer de sig för att leka även kommande dag.
Sedan den dagen är Alfons och Viktor bästa kompisar, även om de kivas ibland, som när de bygger höga torn av klossar och välter, slåss om vem som skall vara lokförare när de leker tåg, och båda vill ha största bullen. Men då stora killar kommer blir Alfons räddad av Viktor.
Tiden går och Alfons har snart glömt Mållgan för länge sedan. Mållgan blir inte arg, utan bara försvinner. Vart verkar ingen veta, men det tros vara till någon annan som känner sig ensam, ledsen och vill ha en hemlig kompis.

## Övrigt
Brevlådan till Viktors lägenhet avslöjar att familjens efternamn är Andersson.

### Fotnoter
1. ↑  ”Vem räddar Alfons Åberg?” (på engelska). Worldcat. 11 mars 1976. https://www.worldcat.org/title/vem-raddar-alfons-aberg/oclc/186525209?ht=edition&referer=di. Läst 15 januari 2015.
2. ↑  ”Vem räddar Alfons Åberg?”. Svensk mediedatabas. 13 januari 1980. http://smdb.kb.se/catalog/id/001692466. Läst 6 oktober 2010.